# 醜女大翻身 (電影)
《醜女大翻身》（韓語：미녀는 괴로워）是一部2006年上映的韓國電影，改編自鈴木由美子的日本漫畫作品《醜女大翻身》。片名直譯為「美女多煩惱」，劇情描述一名外貌欠佳的女子接受整形後一躍成名的故事。
本片在評論與商業都取得了巨大成功，是2006年第三暢銷的國產電影，全國動員6,619,498人次，也獲得多個獎項和提名，包括金亞中在第44屆大鐘賞上的最佳女主角獎。

## 劇情
身高162公分、體重95公斤，她的身材完全可以到摔跤場上比試一下。但她其實只是一個想得到愛情的普通女子，她叫姜漢娜。上帝賦予她唯一禮物就是天籟般的嗓音，但因肥胖體型，只能在幕後幫美女歌手雅美假唱。雅美的製作人韓尚俊是唯一肯定她音樂實力的人，漢娜不知不覺暗戀上韓尚俊。在韓尚俊的生日派對上漢娜終於如願被邀請過去，她很興奮地努力想表現自己……但是，從那晚以後她突然消失了！
珍妮的出世，先要經歷一年好幾次失敗重整、失敗再重整的痛苦日子。為了這個「完美人」的手術，她甚至把骨頭都弄斷，一直躺在醫院中秘密生活。也因為這樣，造成了漢娜無故失蹤一年。漢娜本是被力捧為偶像歌手雅美的幕後代唱，因為愛上了雅美的製作人韓尚俊，鋌而走險將自己換成一個連路人看了都為之醉倒的傾國傾城大美女。因為擁有漢娜的聲線、比雅美更迷人的樣貌身材，「珍妮」被誤認為是「全天然的美女」。
自從漢娜突然消失後，雅美不得不中止了她的音樂活動，而製作人韓尚俊這時則遇到了救世主珍妮。珍妮的美麗讓人目不轉睛，歌唱實力也與容貌一樣吸引人，一點也不遜於消失了的漢娜。更可愛的是她經常幫助路邊需要幫助的人，還經常撿別人剩的食物吃，她的善良和樸實讓人覺得奇怪。雅美對此非常的嫉妒和疑惑，她意識到自己的歌壇地位越來越受到威脅，於是開始著手調查珍妮的背景…珍妮美麗善良的背後到底有怎樣的秘密呢？
紙終究包不住火，最後雅美識穿了珍妮的真身。而她也因為要當「珍妮」而差點六親不認、裝作不認識患病的老父還要背棄好朋友。雖然能令韓尚俊愛上自己一手捧起的萬人偶像珍妮，可惜因為全身上下都是假貨，就在一直渴望得到尚俊的愛、在一個浪漫迷人的晚上快要吻下來時，整容醫生的警告響起，她不能接受尚俊熱情的撫摸，也不能接受尚俊的愛；再加上尚俊說過：「不可能接受一個人造美女作為自己女友。」想愛而不能愛的痛苦，原來比身上被割上千刀、為整容而受的痛苦更痛苦千倍。可是，有些決定做了之後，就回不了頭……

## 演員陣容
- 金亞中 飾 姜漢娜／珍妮
- 朱鎮模 飾 韓尚俊
- 成東鎰 飾 崔社長
- 金賢淑 飾 朴靜敏
- 林玄植 飾 漢娜的父親
- 李漢偉 飾 整形醫生
- 池瑞胤 飾 雅美
- 朴努植 飾 外賣小販
- 明圭
- Venny

### 特別出演
- 李凡秀 飾 計程車司機
- 金容健 飾 崔會長
- 李原種
- 柳承秀
- 金知碩

## 製作與選角
原著漫畫1999年引進了韓國，故事生動有趣，因此電影版版權在韓國頂級電影公司之間爭奪的非常激烈。負責執導的是金容華導演，他的出道作品《哦! 兄弟》曾動員過310萬人次；負責編寫劇本的，除了金容華導演外還有作家盧惠英，她曾經創作過《英語完全征服》等熱門影片。 
女主選角並不容易，曾有6名女演員因抗拒片中的肥胖造型而拒演，且從胖女變成美女的角色個性更是考驗，製作方比起經驗更注重演員與角色的一致性。而金亞中就如同是片中一樣的完美身材和演唱實力的女演員，劇本仿佛就像是為她而寫。
男主角則是以紳士形象和感性演技一直受到人們的喜愛的朱鎮模。配角們在片中的作用也不可忽視，扮演能預測未來的算命先生的李原種、演藝圈除出了名的幽默大師李漢偉、扮演年邁老人的林玄植、演過各種角色的金榮健、成東鎰等等，這些人的精彩演繹帶給大家無限樂趣。

## 幕後
金亞中為了要扮演95公斤的胖女孩漢娜，接受曾為好萊塢電影《霹靂嬌娃》等片專業化妝的公司打造，拍攝前需要準備4小時的特殊裝扮，拍攝結束後要花1小時的時間卸裝。而拍攝期正值炎炎夏日，金亞中可謂又多了個煩惱，但想到有那麼多優秀演員為角色獻身，她就把這種煩惱當成了自己的幸福和享受，且最讓她頭疼的其實是如何飾演一個讓眾多女性都有共鳴的角色。 
金亞中是通過電視廣告出道的，她的才藝在新人時期就被人們所認可。因為她的歌舞實力不是一天兩天練就的，而是比其他新人付出了很多努力才有今天的成果。她在影片裡扮演歌手的角色，並且親自演唱了4首電影原聲帶，但剛簽約時製作方本來想安排一個職業歌手來替她演唱，可是聲樂老師看了她的歌唱練習後馬上同意由本人真唱。 
電影中有三場演唱會，分別是一開始的性感女歌手雅美的演唱會、中間的美女歌手珍妮的演唱會，以及最後由漢娜自己舉辦的演唱會場面。為了呈現最真實的演唱會氛圍，製作組進行了準備。金亞中也接受了著名舞蹈老師郭榮根的訓練、歌手Youme進行的聲樂訓練。演唱會現場選擇了著名的首爾奧林匹克體操競技場作為舉辦地點，並且在拍攝期間籌備了1000多名臨時演員來烘托演唱會的氣氛。

## 原聲帶
該部電影的主題曲是知名樂團金髮美女的〈Maria〉，由金亞中翻唱韓文版，韓國現代搖滾樂團狂戀樂團也在原聲帶中獻聲。
| 曲目 | 歌名                            | 演唱者                       |
| ---- | ------------------------------- | ---------------------------- |
| 1    | Beautiful Girl                  | 金亞中                       |
| 2    | Star                            | Youme                        |
| 3    | Maria                           | 金亞中                       |
| 4    | Dance With My Daddy             | 秋憲坤                       |
| 5    | You Don't Know I Love You       | U                            |
| 6    | 슈퍼스타（Super Star）          | Loveholic                    |
| 7    | 튜울립（Tulip）                 | Venny（feat. Jong-hui）      |
| 8    | Miss You Much                   | Youme                        |
| 9    | Beautiful Girl（Teaser Edit）   | 金亞中（feat. 朱鎮模 & And） |
| 10   | 바보처럼（Like A Fool）         | 김형중（Kim Hyung Joong）    |
| 11   | Star（Original dialog Version） | 金亞中                       |

## 獎項
- 第15屆春史電影獎
  - 最佳女主角：金亞中
  - 最佳攝影獎：朴玄哲
  - 最佳剪輯獎：朴曲之
  - 最佳技術獎：李承哲（音效）
- 第44屆大鐘賞
  - 最佳女主角：金亞中
  - 最佳攝影獎：朴玄哲
  - 最佳音樂：李在學

## 外部連結
- 《醜女大翻身》官方網站
- 互联网电影数据库（IMDb）上《200 Pounds Beauty》的资料（英文）
- 新浪電影:《醜女大翻身》 （页面存档备份，存于）
- 電影門:《醜女大翻身》 （页面存档备份，存于）